# 山村友幸
山村 友幸（やまむら ともゆき。1977年11月11日 - ）は、日本の経営者。株式会社SFCG元取締役。また、元SFCG傘下の株式会社MAGねっとホールディングス元取締役、佐藤食品工業株式会社元取締役、株式会社カーチスホールディングス元代表取締役社長（現取締役副社長）。

## 経歴
- 2002年3月　 東京大学法学部卒業
- 2002年7月　 アクセンチュア株式会社入社
- 2005年9月　 株式会社ボストンコンサルティンググループ入社
- 2006年6月　 株式会社T・ZONEホールディングス（現MAGねっとホールディングス）入社。
- 2008年2月　 株式会社ジャックアンドベティー代表取締役社長就任。
- 2008年2月　 株式会社T・ZONEリサーチ代表取締役社長就任。
- 2008年6月　 株式会社ソリッドグループホールディングス（現カーチスホールディングス）代表取締役社長就任。佐藤食品工業株式会社取締役就任。